# Bobst Group
Die Bobst Group SA mit Sitz in Mex bei Lausanne ist ein international tätiger Schweizer Hersteller von Maschinen und Anlagen für die Verpackungsindustrie.
Die Unternehmensgruppe verfügt über ein internationales Netz von Produktions-, Vertriebs- und Servicegesellschaften in rund 50 Ländern. Bobst beschäftigt 5'400 Mitarbeiter und erwirtschaftete 2017 einen Umsatz von 1,529 Milliarden Schweizer Franken. Das Unternehmen ist an der Schweizer Börse SIX Swiss Exchange kotiert.

## Tätigkeitsgebiet
Bobst konzentriert sich ausschliesslich auf die Verpackungsindustrie und umfasst die drei Geschäftsbereiche Faltschachteln, Wellpappe und flexible Materialien. Im Jahr 2002 belieferte Bobst etwa 9 % des Weltmarktes im Bereich Verpackungsmaschinen für Trockenprodukte.
Der Bereich Faltschachteln ist auf die Verarbeitung und Optimierung von Papier, Pappe und Kunststoffen spezialisiert.
Die Division Wellpappe ist in der Herstellung von Produktionsanlagen tätig, dazu zählen Flexodruckmaschinen, Flachbettstanzen, Einrichtungen zum Beschicken, Auslegen und Palettieren, Universalmaschinen für die Herstellung von Faltschachteln aus Wellpappe, Inlinemaschinen für die Herstellung von RSC (Regular Slotted Containers), Rotationsstanzen für die Herstellung von gestanzten Schachteln, Anlagen für die Kaschierung von Bogen auf Bogen oder von Rolle auf Bogen sowie automatische Faltschachtel-Klebemaschinen, Hefter und Faltmaschinen mit Heissbeleimung.
Die Sparte Flexible Materialien, mit der Bobst Weltmarktführer ist, umfasst Ausrüstungen und Prozesslösungen beim Druck und der Weiterverarbeitung flexibler Materialien. Diese beinhalten alle Typen von Kunststofffolien, flexible Verpackungsmaterialien, Etiketten, Tapeten, Geschenkpapiere und Transferpapier.
Im Juli 2017 gründete Bobst ein neues Startup in der Schweiz namens Mouvent. Das 100-Mitarbeiter-Unternehmen ist verantwortlich für Design, Integration und Produktion von Tintenstahldruckmaschinen oder Clustern, Chemikalien, Vorbeschichtungen, Lacken, Tinten und Software.

## Geschichte
Das Unternehmen wurde 1890 von Joseph Bobst als Druckzubehör-Laden in Lausanne gegründet. 1915 stellte Bobst die ersten eigenen Anlagen her. Mit der Eröffnung der Produktionsstätte in Prilly, in der Nähe von Lausanne, begann Bobst 1938 die Produktion auf industrieller Skala.
1978 wurde das seit 1918 als J. Bobst & Fils SA firmierende Unternehmen in eine Aktiengesellschaft umgewandelt und an die Börse gebracht. In der Folge expandierte Bobst seine Geschäftstätigkeit, unter anderem auch mit verschiedenen Akquisitionen, auf internationaler Ebene aus und erzielte 1989 erstmals über eine Milliarde Franken Umsatz.
Die internationale Expansion setzte sich ab 1997 durch Eröffnung weiterer Standorte im Ausland und durch verschiedene Übernahmen fort. Die letzte Firmenübernahme, der Kauf des deutschen Maschinenherstellers Fischer & Krecke, wurde Ende März 2008 abgeschlossen.